# واکنش زنجیره‌ای پروتون پروتون

واکنش زنجیره‌ای پروتون ـ پروتون در بیشتر ستارگان هم جرم خورشید یا کوچک‌تر (زنجیره‌ای pp)

واکنش زنجیره‌ای پروتون ـ پروتون یا پی پی سی (به انگلیسی: Proton–proton chain reaction) یا (pp-chain reaction) یکی از چند روند شناخته شدهٔ همجوشی هسته‌ای است که ستارگان هم‌اندازهٔ خورشید یا کوچک‌تر از آن بر پایهٔ آن روند- از هیدروژن هلیم می‌سازند و از این راه انرژی مورد نیاز خود را فراهم می‌کنند. گزینهٔ شناخته‌شدهٔ دیگر؛ ویژهٔ ستارگان بزرگ‌تر از خورشید برای به راه انداختن چرخهٔ همجوشی هسته‌ای، چرخهٔ سی‌ان‌او (CNO) یا کربن ـ اکسیژن ـ نیتروژن است.
به‌طور کلی، همجوشی در واکنش هسته‌ای پروتون ـ پروتون تنها زمانی رخ می‌دهد که درجهٔ دمای پروتون‌ها (که در این‌جا همان انرژی جنبشی آنها است) به اندازه‌ای بالا باشد که بتواند بر نیروی رانشی الکتریکی و سد کولنی آن‌ها چیره شود.
در خورشید، پدیدهٔ تولید دوتریوم جریان بسیار نادری است (در نتیجهٔ واکنش‌های هسته‌ای در ستاره، هر دوتریوم بلافاصله به دو پروتون واپاشی می‌شود) و بنابراین خورشید به زمانی نزدیک به پنج میلیارد سال دیگر؛ برای تبدیل ذخیرهٔ کنونی هیدروژن خود به هلیوم، نیاز دارد، پدیده‌ای که سبب شده که خورشید هنوز بعد از بیش از چهار میلیارد سال در آسمان بدرخشد ماهیت این واکنش آهسته است، وگرنه خورشیدی کمی بزرگتر می‌توانست تمامی هیدروژن خود را از مدت‌ها قبل سوزانده باشد.

## تاریخچه تئوری واکنش زنجیره‌ای پروتون ـ پروتون
این نظریه که جریان واکنش زنجیره‌ای پروتون ـ پروتون می‌تواند پایهٔ اصلی چگونگی روند سوخت در خورشید و دیگر ستارگان باشد نخستین بار در دههٔ سال‌های ۱۹۲۰ توسط آرتور استنلی اخترفیزیکدان انگلیسی مورد گفتگو و پشتیبانی قرار گرفت. در آن زمان، باور فیزیکدانان بر این بود که درجه حرارت داخلی خورشید پایین‌تر از آن است که بتواند بر موانع کولمبی چیره شود.
با پیشرفت‌های دانش مکانیک کوانتومی، بر پژوهشگران آشکار شد که تونل‌زنی کوانتومی از توابع موج‌های پروتون‌ها به قلب موانع کولمبی امکان همجوشی در دمای پایین‌تر از پیش‌بینی‌های کلاسیک را امکان‌پذیر می‌سازد.
با وجود این هنوز روشن نشده بود که چگونه همجوشی پروتون-پروتون ممکن است ادامه یابد در حالی که تنها دست‌آورد بارز این واکنش همان دوتریوم است که آن هم بلافاصله نابود می‌شود. پس چگونه زنجیرهٔ واکنش ناگسسته می‌ماند؟
در سال ۱۹۳۹ میلادی، هانس بته پیشنهاد کرد که یکی از پروتون‌ها می‌تواند در گذار از واپاشی بتا و از راه نیروی هسته‌ای ضعیف و در اثنای زمان بسیار کوتاه همجوشی هسته‌ای به نوترون تبدیل شود و چنین نیوترونی می‌تواند همان حلقهٔ مفقودهٔ ادامهٔ واکنش زنجیره‌ای پروتون ـ پروتون باشد: (دوتریوم هیدروژن-۲). تکامل این ایده بخشی از مچموعهٔ (سنتز هسته‌ای ستارگان) بود که به خاطر آن جایزه نوبل فیزیک در سال ۱۹۶۷ میلادی به هانس بته دانشمند و فیزیک‌دان سرشناس آمریکایی ـ آلمانی تعلق گرفت.

## گام‌های همجوشی هسته‌ای پروتون ـ پروتون
در گام نخست همجوشی هسته‌ای پروتون پروتون، فشار بسیار بالای پرگیر (محیط) و دما، هسته‌های دو اتم هیدروژن را که هر دو (پروتون 1H) هستند به یک دوتریوم تبدیل می‌کند. در این گام یک پوزیترون و یک نوترینو که بالقوه یک پروتون می‌سازند آزاد شده و اکنون به یک نوترون تبدیل شده‌اند. در نتیجه برای اولین بار، دو پروتون درون یک هسته قرار گرفته و یک دوتریوم (هیدروژن-۲) شکل گرفته‌است.